# Nilasjåkk
Nilasjåkk är ett naturreservat i Arvidsjaurs kommun i Norrbottens län.
Området är naturskyddat sedan 1997 och är 1,4 kvadratkilometer stort. Reservatet omfattar två sluttningar mot en bäck med våtmark. Reservatet består av gammal grovvuxen tallskog. 